# Leptonotus elevatus
Leptonotus elevatus är en fiskart som först beskrevs av Hutton 1872.  Leptonotus elevatus ingår i släktet Leptonotus och familjen kantnålsfiskar. Inga underarter finns listade i Catalogue of Life.